# Huracán Club de Fútbol
L'Huracán Valencia era una società calcistica con sede a Manises, provincia di Valencia, nella Comunità Valenciana, in Spagna. 
Giocava nella Segunda División B, la terza serie del campionato spagnolo.
Fondato nel giugno 2011, acquistò immediatamente i diritti sportivi del Torrellano C.F., club militante in Tercera División. Quindi nel successivo mese di luglio comprò un posto vacante in Segunda División B. All'inizio della stagione 2015-2016, dopo la partita contro il Badalona conclusa sul risultato di 3-2, il club fallì abbandonando l'attività..

## Tornei nazionali
- 2ª División: 0 stagioni
- 2ª División B: 5 stagioni
- 3ª División: 0 stagioni

## Stagioni
| Stagione | Categoria | Posizione                                  |
| -------- | --------- | ------------------------------------------ |
| 2011/12  | 2ªB       | 3°                                         |
| 2012/13  | 2ªB       | 2°                                         |
| 2013/14  | 2ªB       | 9°                                         |
| 2014/15  | 2ªB       | 2°                                         |
| 2015/16  | 2ªB       | Non Concluso causa abbandono dell'attività |

## Palmarès

### Altri piazzamenti
- Segunda División B 2011-2012:

Terzo posto: 2011-2012 (gruppo III)